# Cherokee Studios
I Cherokee Studios sono stati dei famosi studi di registrazione inaugurati a Hollywood nel 1972. Hanno chiuso i battenti dopo 35 anni di attività, nel 2007, per far spazio ad una nuova struttura denominata Lofts @ Cherokee Studios.
Nella sua autobiografia George Martin, lo storico produttore dei Beatles, ha definito i Cherokee come i migliori studi di registrazione dell'intera America.

## Artisti che hanno registrato ai Cherokee
Elencati per ordine alfabetico:
- Aerosmith
- Alice Cooper
- Barbra Streisand
- Bonnie Raitt
- The Cars
- Concrete Blonde
- Dave Matthews Band
- David Bowie
- Devo
- Diana Ross
- Dokken
- Donovan
- Elis Regina
- Fear
- Frank Sinatra
- The Go-Go's
- Guns N' Roses
- Journey
- Lillian Axe
- Korn
- Lenny Kravitz
- Lita Ford
- Michael Jackson
- Mötley Crüe
- Nelson
- Ringo Starr
- Rollins Band
- Sammy Hagar
- Steely Dan
- Stryper
- Suicidal Tendencies
- Thirty Seconds to Mars
- Toto
- Van Halen
- Vixen
- Warren Zevon
- "Weird Al" Yankovic
- Whitesnake
- X